# Les Omergues
Les Omergues ist eine französische Gemeinde mit 128 Einwohnern (Stand 1. Januar 2022) im Département  Alpes-de-Haute-Provence in der Region Provence-Alpes-Côte d’Azur. Sie gehört zum Kanton Sisteron im Arrondissement Forcalquier. 

## Geographie
Der Dorfkern befindet sich auf 823 m. Rund 2600 Hektar der Gemeindegemarkung sind bewaldet.
Die Gemeinde grenzt im Norden an Eygalayes, im Nordosten an Montfroc, im Südosten an Redortiers, im Südwesten an Revest-du-Bion, im Westen an Ferrassières (Berührungspunkt) und Barret-de-Lioure sowie im Nordwesten an Sederon.

## Bevölkerungsentwicklung
| Jahr      | 1962 | 1968 | 1975 | 1982 | 1990 | 1999 | 2008 | 2013 |
| --------- | ---- | ---- | ---- | ---- | ---- | ---- | ---- | ---- |
| Einwohner | 98   | 110  | 87   | 101  | 65   | 99   | 123  | 129  |